# Ercílio Turco
Ercílio Turco (* 13. März 1938 in Campinas; † 30. Oktober 2019 in São Paulo) war ein brasilianischer Geistlicher und römisch-katholischer Bischof von Osasco.

## Leben
Ercílio Turco empfing am 1. Dezember 1963 die Priesterweihe für das Erzbistum Campinas.
Papst Johannes Paul II. ernannte ihn am 18. November 1989 zum Bischof von Limeira. Der Erzbischof von Campinas, Gilberto Pereira Lopes, spendete ihm am 4. Februar des nächsten Jahres die Bischofsweihe; Mitkonsekratoren waren Fernando Legal SDB, Bischof von São Miguel Paulista, und Constantino Amstalden, Bischof von São Carlos.
Als Wahlspruch wählte er Evangelium Dei evangelizare (lateinisch: Gottes Evangelium verkünden). Am 24. April 2002 wurde er zum Bischof von Osasco ernannt.
Papst Franziskus nahm am 16. April 2014 seinen altersbedingten Rücktritt an.